# Kokegucsi Takuja
Kokegucsi Takuja (Okajama, 1985. július 13. –) japán válogatott labdarúgó.

## Nemzeti válogatott
A japán U20-as válogatott tagjaként részt vett a 2005-ös ifjúsági labdarúgó-világbajnokságon.